# Troll Linear Guiding System
TLGS staat voor Troll Linear Guiding System en is een systeem van voorwielophanging van motorfietsen.
Dit is een door de Nederlandse bedrijven Troll Engineering en Hyperpro Racing Supension Technology ontwikkelde enkelzijdige voorwielophanging met naafbesturing, gebaseerd op de Mono Arm van White Power. Ook wel TLHGS (Troll Hyperpro Linear Guiding System) genoemd.